# Beyrouth ma ville
Beyrouth ma ville est un film documentaire réalisé par Jocelyne Saab en 1982, au Liban, durant le siège de Beyrouth-Ouest par l'armée israélienne - un des épisodes  de l'invasion israélienne du Liban en 1982.

## Synopsis
En 1982, la maison familiale de Jocelyne Saab, vieille de 150 ans brûle. En tandem avec le dramaturge libanais Roger Assaf, elle décide de parcourir sa ville assiégée par les Israéliens et de rendre compte de la situation à Beyrouth, du départ des Palestiniens et de l’incompréhension des civils qui subissent la guerre.

## Au sujet du film
Jocelyne Saab considérait Beyrouth ma ville comme « le plus important de [s]es films ». C'est le dernier documentaire d'une trilogie consacrée à cette ville durant la guerre du Liban, après Beyrouth, jamais plus sorti en 1976) et Lettres de Beyrouth sorti en 1979,,. Elle a décidé de rester à Beyrouth durant le siège, alors que la plupart tentait de quitter le pays. Jocelyne Saab mettait au premier plan de son engagement un « intérêt pour ceux qui restent en vie, pour ceux qui luttent »,.

### Citation de Jocelyne
Nous risquions notre vie tous les jours durant le siège de Beyrouth, car la ville était bombardée sans arrêt. C’était étrange, mais ce risque de mort venue du ciel était presque quelque chose d’abstrait pour nous. En fait, nous le voyions alors comme un danger à braver. Les enfants si maigres (et handicapés) que je filmais étaient comme des images de la mort qui se rapprochait de nous, de moi. En même temps, capturer cette image, c’était pour moi comme tuer ou apprivoiser la mort. Pour en faire une image témoin, me sauver de ma propre mort éventuelle. En plus, je savais qu’avec mon métier de reporter de guerre, je pouvais être tuée. Pourtant, lorsque je filmais et j’avais l’œil caché par la caméra, je me suis toujours crue invincible.

## Fiche technique
- Titre : Beyrouth ma ville[10]
- Réalisation : Jocelyne Saab
- Commentaire: Roger Assaf
- Image : Hassan Naamani
- Montage : Philippe Gosselet
- Musique : Siegfried Kessler
- Production : Jocelyne Saab
- Droits de diffusion: Nessim Ricardou
- Format : Couleurs - 1,66:1 - Mono - 35 mm
- Genre : film documentaire
- Durée :  37 minutes